# Область Осіма (Токіо)
О́бласть О́сіма (яп. 大島支庁, おおしましちょう, МФА: [oːɕima ɕi̥t͡ɕoː]) — область в Японії, в префектурі Токіо. Розташована на островах Ідзу.
Належить до острівних територій Токіо. Заснована 1900 року. Контролює містечко Осіма на острові Ідзу-Осіма, а також село Тосіма на острові Тосіма, село Ніїдзіма на островах Ніїдзіма, Хансіма, Удоне, Дзінай й Сікіне, село Кодзусіма на острові Кодзу.